# Пальмитаты
Пальмитаты — группа органических соединений; соли и эфиры пальмитиновой кислоты.

## Применение
Соли используют для получения мыла.
Эфиры идут на приготовления моющих средств, косметических препаратов.

## Примеры солей пальмитиновой кислоты
- Пальмитат кобальта(II)
- Пальмитат меди(II)
- Пальмитат свинца(II)
- Пальмитат серебра